# Remízová smrt
Remízová smrt je termín známý zejména v oblasti logických her, ve kterých nehraje roli náhoda, ale výhradně schopnosti a dovednosti hráčů. Patří mezi ně například deskové hry jako šachy, dáma, mlýn, ale i obrovské množství her hraných s tužkou a papírem, či výjimečně i některé hry karetní (kde rozlosování karet není náhodné, ale předem stanovené). U těchto her, ve kterých nehraje roli náhoda existuje vždy jakýsi strop herní úrovně, což představuje stav, kdy se určitý hráč, či skupina hráčů, zdokonalí v dané herní disciplíně natolik, že se přestanou dopouštět jakýchkoliv chyb a danou hru tak hrají zcela přesně, případně se chyb z vyššího hlediska dopouštějí, ale natolik malých, že to není protistranou využitelné (není překročena rezultativní hranice dané hry). 
Střetnutí mezi takovými soupeři by pak mělo končit vždy nerozhodně[zdroj⁠?!]. Za takové situace by nastala zmíněná Remízová smrt a turnaje mezi těmito dokonalými hráči by nikdy neměly vítěze, ani poraženého. Hru by pak v podstatě nemělo smysl v dané podobě dále hrát, čímž by na dané herní úrovni zemřela. Podobné případy již u řady her nastaly. Jedná se zatím o hry, které se nehrají závodně a nejsou tak složité, díky čemuž u nich lze provést dokonalou exaktní analýzu. Příkladem je například klasická varianta hry Mlýn, kde i za pomoci počítačů jsou již dnes známy nejpřesnější herní postupy, vedoucí vždy k remíze. Mlýn by tak nebylo možné hrát na vyšší závodní úrovni.

## Odnož problému
Termín Remízová smrt má i svůj ne tak zmiňovaný ekvivalent a to v případě, kdy je hra nevyvážená a některá ze stran má na počátku partie takovou převahu, že při nejpřesnějším postupu obou stran se tato počáteční převaha ukazuje jako rozhodující a partii pak vždy vyhrává pouze tato jediná strana. Efekt je v tomto případě stejný, dokonalé partie v této hře sice nekončí remízou, ale končí vždy výhrou té strany, která měla na počátku převahu, znovu tedy nastává problém jediného výsledku. Klasickým příkladem spadajícím do této kategorie je například prastará hra v Česku známá jako piškvorky, v Japonsku jako gomoku. Bylo matematicky dokázáno[zdroj⁠?!], že při správném postupu je hra vždy vyhraná pro začínajícího hráče. Profesionálové proto vymysleli řadu omezení a úprav pravidel tak, aby hru více vyvážili (upravené piškvorky nesou název rendžu).

## Pravděpodobnost výskytu
Složitost dosažení stropu hry je velice variabilní. Existuje řada logických her populárních mezi dětmi, které v dospívajícím věku již nelze dále hrát. Příkladem může být hra Ovečka a vlci, kde je cílem vlků zablokovat průnik ovečky na druhou stranu herního plánu. Nalezení algoritmu, kdy vlci vždy ovečku zablokují je poměrně jednoduché a hra tak zůstává živá pouze mezi malými dětmi, které ještě nemají dostatečně vyvinuté logické myšlení, u dospělých pak dojde k vyčerpání hry obvykle během několika partií. U jiných her trvalo nalezení přesných postupů celá staletí a problém vyřešily až moderní počítače[zdroj⁠?!].

## Možná řešení
Problém nemožnosti hraní hry pro příliš vysokou úroveň hráčů lze řešit v zásadě třemi způsoby: zavedením prvku náhody, zvýšením složitosti hry, jinou úpravou pravidel. Zavedením prvku náhody je problém vyřešen teoreticky navždy. Například hra Člověče nezlob se nemůže nikdy dojít do fáze Remízové smrti protože přesto, že lze hru trochu ovlivnit použitím správné figurky, tak aby šance byly dle pravděpodobnosti nejlepší, rozhodujícím činitelem je vždy kostka. I při nejlepší hře tak partii lze stejně prohrát, protože v dané hře hraje velkou roli nepředvídatelná veličina. Zásadní nevýhodou však je snížení hodnoty hry, jako dovednostní disciplíny. Jiné řešení tedy spočívá například ve zvýšení složitosti pravidel, zavedením nových herních prvků, pozměněním počátečního postavení herních kamenů atd. Zde je výhodou, že hra zůstává nadále dovednostní disciplínou bez prvku náhody, ovšem i v tomto případě se objevují možné nevýhody, které mohou být u každé úpravy jiné. Zvýšení složitosti může například vést k prodloužení průměrného herního času u jednotlivé partie, ke zhoršení skladovatelnosti a dostupnosti potřeb pro hru (vyšší počet figurek, velký plán, který se hůře vejde na stůl atd.), což může mnoho hráčů odradit. Narušena může být například i určitá tradice, kterou hra má, které se hráči nebudou ochotni vzdát. Dalším řešením může být například zkrácení času na přemýšlení (pokud se hra hraje na čas), či zavedením dalších, pomocných kritérií pro určení vítěze atd.

## Remízová smrt u nejznámějších her

### Dáma
Z logických her, bez prvku náhody, které se hrají jako sportovní disciplíny je asi nejvíce ohrožena takzvaná Ruská dáma (Šaški). Na vývoji teorie této hry se podílelo mnoho generací hráčů a při přece jen omezeném množství herních prvků ji dovedli k takové preciznosti, že to již reálně může ohrozit samotnou podstatu sportovní podoby této hry. V turnajích nejvyšší kategorie Ruské dámy končí jen velmi málo partií jinak, než remízou a o výsledku již reálně nerozhoduje práce nad samotnou deskou, ale domácí příprava[zdroj⁠?!]. Úpravy jsou velmi složité, hra má totiž na území Ruska velkou tradici a ovládá jí několik miliónů hráčů, zvyklých na standardní pravidla. Ostatní formy dámy (Mezinárodní dáma, Brazilská dáma, Italská dáma, Česká dáma, Checkers aj.) potenciálně tak ohroženy nejsou[zdroj⁠?!].

### Šachy
Velmi často bývá termín zmiňován i v souvislosti se šachem. Poprvé se začal vyskytovat již na přelomu 19. a 20. století, kdy mimo jiné zásluhou prvního mistra světa v šachu Steinitze se úroveň hry prudce zvýšila, díky čemuž přibylo remízových výsledků. Razantně však tyto obavy zmiňoval zejména José Raúl Capablanca ve dvacátých letech 20. století, jenž kvůli tomu navrhl i svoji vlastní variantu šachu. Později se však ukázalo, že šachy jsou mnohem obtížnější hrou, než si řada lidí tehdy myslela a po porážce Capablancy v zápase o titul mistra světa Alexandrem Aljechinem se o hrozbě Remízové smrti v šachu již tolik nehovořilo a polemika na dlouhou dobu utichla[zdroj⁠?!]. Později se jí začal bát mistr světa Robert J. Fischer a navrhl proto takzvané Fischerovy šachy (ve skutečnosti s touto myšlenkou přišel již před ním Bronštejn, ten však nebyl mistrem světa a proto jeho slovo nemělo takovou váhu), jenž se však ujali pouze částečně a dodnes zůstávají ve stínu klasických pravidel. S nástupem výpočetní techniky a rostoucí úrovně světové špičky se obava z remízové smrti objevuje znovu. 
V současnosti na turnajích nejvyšší kategorie končí nerozhodně přibližně polovina, až 60 procent partií[zdroj⁠?!], u absolutní top dvacítky to někdy bývá ještě více, což vyvolává u řady milovníků šachu vážné obavy o budoucnost této prastaré hry. Asi nejvíce je však ohrožen, díky neustále dokonalejším šachovým programům zejména Korespondenční šach. Je pravděpodobné, že se tedy budou objevovat nové snahy o úpravy pravidel (objevují se stále), což je však velice složité, protože pravidla této hry se zásadně nezměnila za posledních 500 let. Hra má obrovskou tradici a obrovskou herní základnu mnoha miliónů hráčů po celém světě, zvyklých na standardní pravidla a proto již řada pokusů v minulosti, zvýšit rezultativnost v turnajích nejvyšší kategorie, narazila na neúspěch a odmítnutí hráčské základny. Přesto se však v poslední době ledy částečně pohnuly. Poměrně úspěšným[zdroj⁠?!] pokusem boje proti krátkým remízám a z toho plynoucí zvyšování atraktivity turnajů, je například takzvané Sofijské pravidlo, jenž stanovuje, že s výjimkou trojnásobného opakování pozice, patu, či kompletní likvidace materiálu na šachovnici, může remízu v partii povolit pouze rozhodčí. I zde je však vidět, jak mimořádně obtížné je v této hře cokoliv měnit, protože přesto, že se jedná o poměrně malou změnu pravidel, tak i tato stále bojuje o své místo na slunci a řada šachistů Sofijské pravidlo odmítá. Jsou uváděny i určité objektivní důvody, například, že se tím zvyšuje pravděpodobnost, že hráči mezi sebou sehrají tajně předem domluvenou partii a pravidlo tím obejdou. Kromě toho se pravidelně objevují návrhy na zvýšení role Fischerových šachů, či zkrácení času na přemýšlení. Například velmistr Kasimdzhanov navrhl zavedení tiebreaku, pokud partie skončí nerozhodně, bude se hrát další, se zkráceným časem. Jedná se o návrhy, které mají šanci na prosazení. Naproti tomu velké úpravy pravidel, například zvětšení šachovnice a přidání figur, zavedení méně hodnotné patové a materiální výhry, které budou hodnoceny za méně bodů, než mat, zavedení hexagonálního šachu atd. již v minulosti neuspěly.

### Go
Go je příkladem hry, která je dosud velice odolná proti této hrozbě. Nerozhodně končí jen málo partií. Hra je velmi intuitivní, takže počítače zde zatím nedokáží nad člověkem dominovat a jejich herní úroveň je nízká. Remíza může navíc nastat jen ve velmi speciálních případech (například trojité ko). Skóre se totiž počítá jako rozdíl celočíselného počtu kamenů, ale výhoda prvního tahu je vyrovnána neceločíselným komi. Některý z hráčů musí tedy mít na konci skóre vyšší alespoň o tu neceločíselnou část. Některé formy pravidel (Ingova pravidla) možnost remízy vylučují zcela.